# ناحیه کلمبیا، ون بورن، میشیگان
ناحیه کلمبیا (به انگلیسی: Columbia Township) یک منطقهٔ مسکونی در ایالات متحده آمریکا است که در شهرستان ون بیورن، میشیگان واقع شده‌است.
 ناحیه کلمبیا ۹۱٫۸ کیلومتر مربع مساحت و ۲٬۷۱۴ نفر جمعیت دارد و ۲۰۸ متر بالاتر از سطح دریا واقع شده‌است.